# Kalvi Aluve
Kalvi Aluve (* 7. Mai 1929 in Rakvere; † 28. September 2009 in Tallinn) war ein estnischer Architekt, Restaurator und Kunsthistoriker.

## Leben und Architektur
Kalvi Aluve schloss 1954 sein Studium am Tallinner Polytechnischen Institut (TPI) ab. Von 1957 bis 1995 war Aluve beim staatlichen estnischen Architekturinstitut Eesti Mälestisehitused beschäftigt, davon von 1968 bis 1978 als Chefarchitekt.
Aluves Spezialgebiet war die Restaurierung mittelalterlicher Häuser und Gebäude. Herausragende Arbeiten Aluves waren die Restaurierung der Bischofskirche in der Burg von Haapsalu (1983–1992), die Restaurierung des Konventhauses und der Bastionen der Burg von Kuressaare auf der Insel Saaremaa (seit 1971), die Wiedererrichtung des Wehrtors der Festung von Porkuni (1977–1983) und die Restaurierung der historischen Aula der Universität Tartu (1966/67). Daneben machte er sich als Konservator historischer estnischer Wirtshäuser wie in Koeru, Audru und im Freilichtmuseum von Rocca al Mare einen Namen.
1980 wurde Kalvi Aluve mit dem Staatspreis der Estnischen SSR ausgezeichnet.

## Kunstgeschichtliche Veröffentlichungen (Auswahl)
- Haapsalu piiskopilinnus (1998)
- Eesti keskaegsed linnused (1993)
- Elustunud ehistuskunst (1985)
- Kuressaare linnus (1980)
- Kuressaare linnus-kindlus (1977)
- Maakõrtsid ja hobupostijaamad Eestis (1976)
- Tartu Ülikooli aula (1970, gemeinsam mit Roman Valdre)
- Postijaamast tänapäevani (1965)